# Warsaw Shore (temporada 11)

La undécima temporada de Warsaw Shore, un programa de televisión polaco con sede en Varsovia, transmitido por MTV Polonia, fue confirmada el 14 de enero de 2019 y comenzó a emitirse el 24 de marzo de 2019. Cuenta con cuatro nuevos miembros del reparto, incluidos Damian Graf de Ex na Plazy 2, y Anastasiya Yandaltsava, Ewa Piekut y Kasjusz Życiński quienes fueron parte de Ex na Plazy 4. Aleksandra Smoleń hizo un breve regreso al programa. Esta fue la última temporada en presentar a Klaudia Czajkowska y Klaudia Stec.
Jakub Henke y Wojciech Gola hicieron una aparición durante el episodio final.

## Reparto
Principal:
- Anastasiya Yandaltsava
- Anna "Ania Mała" Aleksandrzak
- Damian "Dzik" Graf
- Damian "Stifler" Zduńczyk
- Ewa Piekut
- Ewelina Kubiak
- Kasjusz "Don Kasjo" Życiński
- Klaudia "Czaja" Czajkowska
- Klaudia Stec
- Patryk Spiker
- Piotr "Pedro"Polak

Recurrente:
A continuación los miembros del reparto que no fueron acreditados como principales:
- Aleksandra "Ola" Smoleń

### Duración del reparto
| Nombre     | Episodios | Episodios | Episodios | Episodios | Episodios | Episodios | Episodios | Episodios | Episodios | Episodios | Episodios | Episodios | Episodios |
| Nombre     | 1         | 2         | 3         | 4         | 5         | 6         | 7         | 8         | 9         | 10        | 11        | 12        | 13        |
| Anastasiya |           |           |           |           |           |           |           |           |           |           |           |           |           |
| Ania Mała  |           |           |           |           |           |           |           |           |           |           |           |           |           |
| Czaja      |           |           |           |           |           |           |           |           |           |           |           |           |           |
| Don Kasjo  |           |           |           |           |           |           |           |           |           |           |           |           |           |
| Dzik       |           |           |           |           |           |           |           |           |           |           |           |           |           |
| Ewa        |           |           |           |           |           |           |           |           |           |           |           |           |           |
| Ewelona    |           |           |           |           |           |           |           |           |           |           |           |           |           |
| Klaudia    |           |           |           |           |           |           |           |           |           |           |           |           |           |
| Pedro      |           |           |           |           |           |           |           |           |           |           |           |           |           |
| Spiker     |           |           |           |           |           |           |           |           |           |           |           |           |           |
| Stifler    |           |           |           |           |           |           |           |           |           |           |           |           |           |
| Ola        |           |           |           |           |           |           |           |           |           |           |           |           |           |
| ---------- | --------- | --------- | --------- | --------- | --------- | --------- | --------- | --------- | --------- | --------- | --------- | --------- | --------- |

## Episodios
| N.º (total) | N.º (temp.) | Título        | Estreno                         | Audiencia (en millones) |
| ----------- | ----------- | ------------- | ------------------------------- | ----------------------- |
| 129         | 1           | «Episodio 1»  | 24 de marzo de 2019             | N/D                     |
| 130         | 2           | «Episodio 2»  | 31 de marzo de 2019             | N/D                     |
| 131         | 3           | «Episodio 3»  | 7 de abril de 2019              | N/D                     |
| 132         | 4           | «Episodio 4»  | 14 de abril de 2019             | N/D                     |
| 133         | 5           | «Episodio 5»  | 21 de abril de 2019             | N/D                     |
| 134         | 6           | «Episodio 6»  | 5 de mayo de 2019               | N/D                     |
| 135         | 7           | «Episodio 7»  | 12 de mayo de 2019              | N/D                     |
| 136         | 8           | «Episodio 8»  | 19 de mayo de 2019              | N/D                     |
| 137         | 9           | «Episodio 9»  | 26 de mayo de 2019              | N/D                     |
| 138         | 10          | «Episodio 10» | 2 de junio de 2019              | N/D                     |
| 139         | 11          | «Episodio 11» | 9 de junio de 2019              | N/D                     |
| 140         | 12          | «Episodio 12» | 16 de junio de 2019             | N/D                     |
| 141         | 13          | «Episodio 13» | 24 de junio de 2019 (Player.pl) | N/D                     |